# Birken-Honigsessen
Birken-Honigsessen ist eine Ortsgemeinde im Landkreis Altenkirchen (Westerwald) in Rheinland-Pfalz. Sie gehört der Verbandsgemeinde Wissen an.

## Geographie

### Lage
Birken-Honigsessen liegt im Übergangsgebiet Nördlicher Westerwald/Bergisches Land/Siegerland – im sogenannten Wildenburger Land, dessen Name sich von der Burg Wildenburg ableitet. Birken-Honigsessen liegt nah an der Grenze zu Nordrhein-Westfalen.

### Gemeindegliederung
Der Kernort, vier Kilometer nördlich der Stadt Wissen, besteht aus den beiden praktisch zusammengewachsenen Einzeldörfern Birken und Honigsessen. Insbesondere der größere Ortsteil Honigsessen ist ein typisches, langgezogenes Straßendorf. Insgesamt gliedert sich die Gemeinde in 25 Ortsteile und Wohnplätze:
- Bilgenroth
- Birken
- Birkenbühl
- Bruchen
- Dietershagen
- Dietrichshof
- Euelbach
- Fahren
- Forsthaus Giebelhardt
- Forsthaus Oberbirkholz
- Honigsessen
- Mühlenschlade
- Mühlenthal
- Neuroth
- Niederbach
- Niederkölzen
- Oberbach
- Oberkölzen
- Schützenkamp
- Seifen bei Birken
- Sonnenhof
- Steckelbach
- Uhrigs
- Unterbirkholz
- Wolfswinkel

### Nachbargemeinden
Morsbach mit den Ortsteilen Volperhausen, Siedenberg, Strick, Stockshöhe und Alzen, Friesenhagen, Katzwinkel (Sieg), Hövels, Wissen.

## Geschichte

### Herkunft des Namens
Der ausgefallene Name „Honigsessen“ hat nichts mit dem naheliegenden „Honig essen“ zu tun, sondern stammt vermutlich vom altdeutschen „Hone“ (Honnschaft) ab, der Teil -sessen steht möglicherweise für Niederlassung.

### Neuzeit
Die erste urkundliche Erwähnung datiert aus dem Jahr 1505. Als Lehnsgut begann die Entwicklung des Dorfes, es entstanden weitere Höfe. In den vergangenen Jahrhunderten fanden die Einwohner ihre Beschäftigung vornehmlich im Bergbau, vor allem in den örtlichen Gruben Eisenhardt und Geyersecke.
1723 stiftete die Freifrau Anna Elisabeth zu Hatzfeldt die Kapelle zur Hl. Elisabeth in Birken. In den Jahren 1929/1930 erfolgte der grundlegende Um- und Neubau des Gotteshauses.
Die Topographisch-Statistische Beschreibung der Königlich Preußischen Rheinprovinzen von 1830 beschreibt die Gemeinden Birken und Bruchen wie folgt:
- „Die Gemeinde Birken mit 343 Einwohnern besteht aus den Weilern, Höfen und Häusern: Brühl, Eisenhardt, Mühlenthal nebst Mühle, Uhrigs, Schützenkamp, Uhrigshardt, Bilgenroth, Diedrichshof, Ober- und Unter-Birkenbühl, Kölzen, Hohenholz, Seifen, Nieder- und Ober-Bach, Hähnchen, Honigsessen und Wolfswinkel.“
- „Die Gemeinde Bruchen mit 241 Einwohnern besteht aus den Weilern Höfen, Häusern und Mühlen: Bruchen, Dietershagen, Ober- und Unter-Birkholz, Euelbach, Mühlenschlade, Ober- und Unter-Neuroth, Ortel, Steckelbach, Wippen, Wiederbach und Willerwies.“

### Namensänderung
Am 1. August 1978 wurde die Gemeinde von „Birken-Bruchen“ in „Birken-Honigsessen“ umbenannt.

### Bevölkerungsentwicklung
Die Entwicklung der Einwohnerzahl von Birken-Honigsessen, die Werte von 1939 bis 1987 beruhen auf Volkszählungen:
| Jahr | Einwohner |
| ---- | --------- |
| 1939 | 1.229     |
| 1950 | 1.387     |
| 1961 | 1.630     |
| 1970 | 2.073     |
| 1987 | 2.349     |

| Jahr | Einwohner |
| ---- | --------- |
| 1997 | 2.543     |
| 2005 | 2.610     |
| 2011 | 2.485     |
| 2017 | 2.503     |
| 2023 | 2.468     |

## Politik

### Gemeinderat
Der Gemeinderat in Birken-Honigsessen besteht aus 16 Ratsmitgliedern, die bei der Kommunalwahl am 9. Juni 2024 in einer personalisierten Verhältniswahl gewählt wurden, und dem ehrenamtlichen Ortsbürgermeister als Vorsitzendem. Bis 2014 gehörten dem Gemeinderat 20 Ratsmitglieder an.
Die Sitzverteilung im Gemeinderat:
| Wahl | SPD | CDU | FWG | Gesamt   |
| ---- | --- | --- | --- | -------- |
| 2024 | 2   | 7   | 7   | 16 Sitze |
| 2019 | 2   | 6   | 8   | 16 Sitze |
| 2014 | 3   | 7   | 6   | 16 Sitze |
| 2009 | 3   | 8   | 9   | 20 Sitze |
| 2004 | 3   | 9   | 8   | 20 Sitze |

- FWG = Freie Wählergruppe Birken-Honigsessen e. V.

### Bürgermeister
Ortsbürgermeister von Birken-Honigsessen ist Hubert Wagner (FWG). Bei der Direktwahl am 26. Mai 2019 wurde er mit einem Stimmenanteil von 81,82 % wiedergewählt. Bei der Direktwahl am 9. Juni 2024 wurde er ohne Gegenkandidat mit 75,1 % der Stimmen erneut in seinem Amt bestätigt.

### Wappen
Das Wappen der Ortschaft Birken-Honigsessen ist ein spanischer, gespaltener Schild. Im heraldisch rechten Feld sind zwei grüne gekreuzte Ährengarben auf silbernem Grund, im linken Feld eine offene Brammenzange zu sehen. In dem unteren, den Schild spaltenden Feld ist eine silberne Zeltdachkirche auf grünem Grund zu sehen. Die Ähren weisen auf die Landwirtschaft hin, die Brammenzange erinnert an das Walzwerk in Wissen, das seit 1912 mehreren Generationen des Ortes Arbeit gab, die Zeltdachkirche weist auf die örtliche katholische Kirche hin.

## Sehenswürdigkeiten und Kultur

### Bauwerke
In Birken-Honigsessen befinden sich einige unter Denkmalschutz gestellte Kulturdenkmäler.

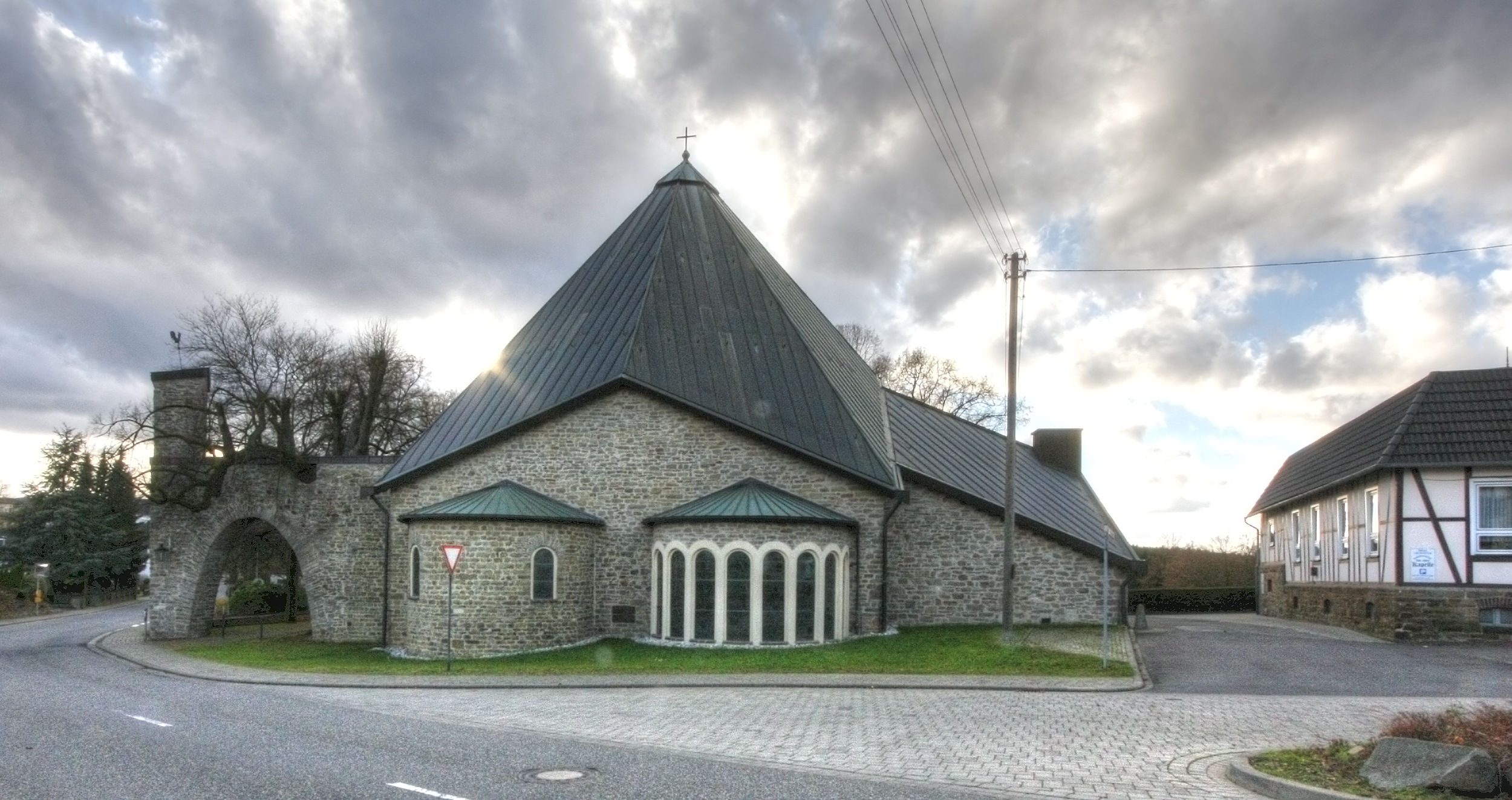
St. Elisabeth

- Die Katholische Pfarrkirche St. Elisabeth, eine Zeltdachkirche, quadratischer Bruchsteinbau, errichtet 1929/30 nach den Entwürfen des Kölner Diözesanbaumeisters Dominikus Böhm unter Einbeziehung der südlichen Längswand der früheren Kirche von 1884 und der südlichen Apsis von 1723. Es handelt sich um die älteste deutsche Kirche dieser Bauart.[13]
- Das ehemalige Pfarrhaus, ein verschiefertes Wohnhaus von 1899; teilweise Fachwerk (Hauptstraße).
- Ein Gasthaus, um 1800 oder erste Hälfte des 19. Jahrhunderts gebaut; Fachwerk (Hauptstraße).
- Zwei Fachwerkhäuser aus dem 19. Jahrhundert (Eisenhardtstraße und Talstraße).
- Zwei weitere Fachwerkhäuser um 1800 oder älter (Euelbach und Unterbirkholz).
- Denkmalzone „Pingenzug Eisenhardt in der Gemarkung Birken“.[14]

### Eberhard-Trumler-Station
Auf dem Gemeindegebiet von Birken-Honigsessen liegt die Eberhard-Trumler-Station der Gesellschaft für Haustierforschung (GfH). Die Gesellschaft wurde 1969 von u. a. Eberhard Trumler, Konrad Lorenz und Irenäus Eibl-Eibesfeldt gegründet, die Station eröffnete 1979. Es wird dort hauptsächlich zu den unterschiedlichen Domestikationsstufen von Haushunden geforscht.

### Regelmäßige Veranstaltungen
- Schützenfest (jährlich am ersten Wochenende im August)

## Verkehr
Seit Dezember 2020 wird der Öffentliche Nahverkehr im Bereich Birken-Honigsessen von der Jung Bus GmbH durchgeführt. Die Linien im Bündel „Wildenburger Land“ wurden dabei neu geordnet. Birken-Honigsessen wird durch folgende Linien bedient:
- Linie 263: Katzwinkel – Birken-Honigsessen – Wissen
- Linie 265: Friesenhagen – Morsbach – Birken-Honigsessen – Wissen